# Coleroa robertiani
Coleroa robertiani är en svampart som först beskrevs av Elias Fries, och fick sitt nu gällande namn av E. Müll. 1962. Coleroa robertiani ingår i släktet Coleroa och familjen Venturiaceae.  Arten är reproducerande i Sverige. Inga underarter finns listade i Catalogue of Life.